# Copencabana
Copencabana eller Havnebadet ved Fisketorvet är ett friluftsbad i Köpenhamn i Danmark.   Copencabana ligger vid Fisketorvet i anslutning till Köpenhamn hamn (Sydhavnen) och är öppet juni–augusti.